# Роберт III де Брюс
Роберт III де Брюс (англ. Robert de Brus; не позднее 1191) — шотландский аристократ, старший сын Роберта II де Брюса, 2-го барона Аннандейла, от брака с Евфимией. Умер раньше отца, не оставив наследников, поэтому наследником отцовских владений стал его младший брат Уильям.

## Происхождение
Роберт происходил из рода Брюсов, который имел нормандские корни. Родоначальником данного рода долгое время считался нормандец Роберт де Брюс, который якобы участвовал в битве при Гастингсе, после чего получил владения в Англии, но в настоящее время эта версия считается сомнительной. Первым достоверно известным предком династии сейчас считается Роберт I де Брюс, который происходил из Брикса (к югу от Шербура), где был союзником будущего короля Генриха I, который, получив в 1106 году английскую корону, даровал Роберту обширные владения в Йоркшире: сначала 80 поместий, которые в основном были сосредоточены в уэпентейке Кларо, а позже ещё 30 поместий около Скелтона. В дальнейшем владения ещё увеличились за счёт пожалования поместий в Харте и Хартнессе (графство Дарем). Также Роберт был хорошо знаком с будущим шотландским королём Давидом I, который, получив корону, даровал Роберту Аннандейл в Шотландии.
Роберт I оставил двух сыновей, из которых старший, Адам, стал родоначальником старшей (Скелтонской) ветви, а младший,  Роберт II, унаследовавший Аннандейл и некоторые владения в Йоркшире и Дареме — шотландской. Он женился на Евфимии, племяннице графа Вильгельма Омальского. Не установлено, кто конкретно были её родители. По версии историка Кэтрик Кит-Роэн её отцом мог быть Ангерран, брат Вильгельма, однако неясно, по какой причине он выбран среди нескольких братьев. Также она могла быть дочерью Матильды Омальской, сестры Вильгельма, бывшей замужем за Жераром де Пикиньи, у которого известна дочь по имени Евфимия, в честь неё и могли назвать дочь. В этом браке родилось 3 или 4 сыновей, старшим из которых был Роберт (III).

## Биография
О биографии Роберта известно мало. В 1183 году он женился на незаконнорождённой дочери короля Шотландии Вильгельма I Льва, получив в качестве приданого поместье Халвистл в Тиндейле, однако умер не позже 1191 года, после чего его вдова вышла замуж вторично. Хотя некоторые исследователи предполагали, что он, возможно, после смерти отца был лордом Аннандейла, но сейчас принято считать, что его отец пережил старшего сына и умер, вероятно, в 1194 году. Поскольку Роберт III детей не оставил, наследником владений Роберта II стал его второй сын Уильям.

## Брак
Жена: с 1183 года Изабелла, незаконнорождённая дочь короля Шотландии Вильгельма I Льва и его неизвестной по имени любовницы, дочери Роберта Авенела. Брак был бездетным, в 1191 года овдовевшая Изабелла была выдана замуж за Роберта де Роса, шерифа Камберленда в 1213—1215 годах.